# Burg Wigoldesberg
Die Burg Wigoldesberg, auch Großmotte Wigoldesberg genannt, war eine früh- bis hochmittelalterliche Gipfelburg vom Typus einer Bergmotte der Gaugrafen des Elsenz- und des Kraichgaus. Sie befand sich auf dem Greifenberg bei Eichelberg, einem Ortsteil von Östringen im Landkreis Karlsruhe in Baden-Württemberg. Zu Anfang des 12. Jahrhunderts wurde die Anlage vorübergehend in ein Kloster – das spätere Kloster Odenheim – umgewidmet.

## Lage
Die Burg lag rund 1,2 Kilometer nordwestlich von Eichelberg im Kraichgau bei 271,1 m ü. NHN auf dem Gipfel des Greifenbergs. Der Berg ist ein von Keupersandstein bedeckter Ausläufer des Eichelbergs und liegt im „Großen Wald“, dessen Gebiet sich von Sinsheim im Nordosten bis Odenheim im Südwesten erstreckt. Eine 13 Hektar große Fläche um den Gipfel herum ist Bannwald und seit 1975 auch als Naturschutzgebiet ausgewiesen. Der Name „Greifenberg“ kann von „Grafenberg“ abgeleitet werden.

## Geschichte
Die Motte Wigoldesberg lag an der Grenze zwischen dem Elsenzgau im Nordosten und dem Kraichgau im Südwesten. Wahrscheinlich wurde sie Ende des 10. Jahrhunderts, spätestens aber im 11. Jahrhundert, vom Salier Otto von Worms oder den mit den Saliern verwandten Zeisolf-Wolframen als Grafensitz für den Elsenz- und den Kraichgau erbaut. Während der Elsenzgau um das Jahr 1103 an die Werinharde von Steinsberg überging, fiel das Erbe der Zeisolf-Wolframe im Kraichgau, darunter Wigoldesberg, an die Grafen von Lauffen. Diese verlagerten ihren Verwaltungssitz auf die zentraler gelegene Gaugrafenburg bei Bretten.
Wohl um 1110 bis 1118 gründeten die Grafen von Lauffen auf Wigoldesberg als neuem Eigengut das spätere Kloster Odenheim, verlegten es aber noch vor 1137/38 in ein zwei Kilometer entferntes Tal. Das Landesarchiv Baden-Württemberg vermerkt dazu: „1122 stiftete Erzbischof Bruno von Trier mit Zustimmung seines Bruders Poppo von Lauffen auf seinem Besitz das Kloster Wigoldesberg. Dieser Name, vielleicht von Personenname oder von Weckholder = Wacholder, deutet darauf, dass die Ursprünge des Klosters auf dem Berg und nicht im Tal lagen. Wahrscheinlich ist der Wigoldesberg mit der sogenannten Wallburg im Walddistrikt Greifenberg identisch“.
Archäologische Grabungen, durch die auf einen genaueren Zeitraum der Nutzung des Areals geschlossen werden könnte, fanden bisher nicht statt.

## Beschreibung
Bei der Burg handelte es sich mit einer Ausdehnung des Plateaus von 78 Metern in Ost-West-Richtung, bis zu 21 Metern in Nord-Süd-Richtung und einer Höhe von 7 Metern um eine außergewöhnlich große Bergmotte. Westlich und östlich gibt es gut erhaltene Gräben und Wälle. Auf einer rund 110 mal 50 Meter großen Ebene östlich des Plateaus könnte sich früher eine Vorburg befunden haben. Da die Bauten seinerzeit typischerweise aus Holz waren und eventuell vorhandene Steine für das Kloster Odenheim wiederverwendet wurden, sind heute keine Mauerreste mehr vorhanden.